# Rhysipolis townesi
Rhysipolis townesi är en stekelart som beskrevs av Sergey A. Belokobylskij 1988. Rhysipolis townesi ingår i släktet Rhysipolis och familjen bracksteklar. Inga underarter finns listade i Catalogue of Life.